# Polovi sjeverne polutke
Pod Sjevernim polom se u svakodnevnom jeziku podrazumijeva najsjevernija točka Zemlje, tj. sjeverni zemljopisni pol. Osim toga, postoje i drugi polovi - magnetski sjeverni pol, geomagnetski sjeverni pol kao i sjeverni pol nepristupačnosti.

## Zemljopisni položaj
Trenutno, četiri različita sjeverna pola onako kako su definirani, nalaze se u Arktičkom oceanu (naziva se i Sjeverno polarno more) odnosno na njegovim otocima. S promjenom Zemljinog magnetskog polja mijenja se i položaj magnetskog odnosno geomagnetskog sjevernog pola, što se tijekom povijesti Zemlje već više puta događalo.

## 4 sjeverna pola
Sjeverni zemljopisni pol
Sjeverni zemljopisni pol (1) je najsjevernija točka Zemlje i kao pol se utvrđuje rotiranjem Planeta. On leži na zemljinoj osi i nalazi se na 90° sjeverne zemljopisne širine. Na tom mjestu nema kopna, nego samo led i voda, a ispod njega je Sjeverno polarno more, odnosno Arktik dubok oko 4087 m.
Sjeverni magnetski pol
Sjeverni magnetski pol (2) je točka na kojoj su magnetske silnice okomite u odnosu na površinu zemlje i pokazuju prema kompasu. Godine 2003. magnetko je pol bio kod 78° S, 104° Z, u blizini otoka Elef-Ringnes, jednog od otoka iz otočja kraljice Elizabete u Kanadi. U novije vrijeme se magnetski sjeverni pol pomiče (on se ne pomiče uvijek jednako) oko 40 km prema sjeveru i 2005. je izašao izvan područja Kanade. Znanstvenici smatraju, da će se uz konstantnu brzinu za oko 50 godina naći na području Sibira. Zanimljivo je i to da se na Sjevernom polu zapravo nalazi južni magnetski pol, naime pol magnetne igle koji se okreće prema sjeveru nazivamo sjeverni polom, pa otuda i taj magnetski polaritet običnog, fizičkog magneta nazivamo sjevernim polom, no u magnetizmu, dva se ista pola međusobno odbijaju, a suprotna se privlače, dakle ako je onaj pol magneta koji se usmjeri prema sjeveru sjeverni pol, to znači da se u taj smjer mogao postaviti samo ako ga je onaj pol na Sjevernom zemljopisnom polu privukao i to znači da je tamo (u fizikalnom smislu) južni magnetski pol, a na Južnom zemljopisnom polu je (fizikalno) sjeverni magnetski pol.
Sjeverni geomagnetski pol
Sjeverni geomagnetski pol (3) sjeverne polutke je izračunanati pol nestabilnog Zemljinog magnetskog polja pod pretpostavkom, da se u sredini Zemlje nalazi magnetski štap. On se sada nalazi na 78°30' S, 69° Z kod Thule na Grenlandu.
Sjeverni pol nepristupačnosti
Sjeverni pol nepristupačnosti (4) po definiciji je stalna točka Arktika koja je najudaljenija od svih obalnih linija. Nalazi se na 84°03' S i 174°51' Z i "osvojena" je tek u svibnju 1927.; za južni pol na Antarktiku odgovarajuća točka je točka koja se nalazi na najudaljenijem mjestu od bilo koje obalne linije. Unutar sjevernog pola nepristupačnosti nema kopna nego samo led, i voda Sjevernog polarnog mora koje je na tom mjestu duboko oko 3000 m.

## Vrijeme na Sjevernom polu
U odnosu na vrijeme i vremenske zone, na Arktiku, za razliku od Antarktike ne vrijede nikava posebna pravila. Zbog toga je na zemljopisnom sjevernom polu moguće, hodajući u krug oko njega, u kratkom vremenu prijeći sve vremenske zone.

## Sjeverni polovi na kompasu i u Zemljinom magnetskom polju
Igla na kompasu je magnet, podijeljen na dva dijela, sjevernu i južnu polovinu. Polovina koja pokazuje prema sjeveru uvijek se označava kao sjeverni pol. Nju privlači magnetsko polje na sjeveru. Fizikalno gledano, samo se suprotni polovi privlače. Sjeverni pol privlači samo južni, i obratno. Istoimeni se polovi odbijaju. Dakle, sjeverni pol bi u fizikalnom smislu morao biti južni pol. Magnet u unutrašnjosti zemlje, koji stvara Zemljino magnetsko polje, svojim južnim polom pokazuje uvijek na sjever, a sjevernim na jug.

## Istraživanje
Na zemljopisni sjeverni pol prvi je stigao 6. travnja 1909. (SAD) američki istraživač Robert Edwin Peary. On je došao sjevernom polu bliže od bilo kojeg čovjeka prije njega.

## Pogledaj i
- Polovi južne polutke